# 菲律賓戰役 (1941年—1942年)
菲律賓戰役是大日本帝国在1941年至1942年間在菲律賓群島上開展的戰役，此役日本獲得勝利。直至1942年底，同盟國開始在西南太平洋戰區的反攻。

## 背景
從1941年開始，隨著日本與美國、英國及荷蘭流亡政府之關係日益緊張，很多在東南亞及太平洋上之國家已經開始為有可能爆發之戰爭作出準備。
1941年12月，在菲律賓上的聯合防守力量包括為數10個師的菲律賓軍（PA），由道格拉斯·麥克阿瑟上將指揮，他是一位本來已經在1937年退役的前美國陸軍參謀長，之後他同意指揮菲律賓軍隊，麥克阿瑟已經接受菲律賓政府的委託改革這支缺乏裝備、訓練及組織的後備軍。
美軍在當地駐有22,532名守軍，稱為美國陸軍菲律賓部，由佐治·辜訥特中將率領，其主力為美軍的菲律賓師，內裡包括大量的菲律賓人，他們屬於菲律賓侦察部队，守軍由於美國從本土派遣8,500名國民警衛隊而實力有所增加，包括唯一的裝甲單位，共兩個戰車團。
由刘易斯·H·布里尔顿指揮的美國陸軍航空軍遠東航空隊（FEAF）是美國在本土以外最大的空中武力，擁有包括107架P-40戰鬥機及35架B-17轟炸機。
麥克阿瑟將守軍分為四部份，北呂宋部隊，由喬納森·梅休·溫賴特四世少將指揮，防守面對最初登陸地區及中央平原，包括巴丹半島及鄰近馬尼拉灣的撤退路線，從巴丹半島橫渡只有3 英哩（2 海哩）的Ft. Mills，可到達科雷希多島，島上駐有第59及60防空高射炮旅，一定數量的海岸防衛單位，第91步兵旅及菲律賓童子軍，溫賴特的部隊包括菲律賓第11、21及31步兵師、美軍第26騎兵旅（一個菲律賓偵察單位）、美軍第45步兵旅的一個團（菲律賓偵察軍）、兩個144毫米炮兵團及一個2.95吋（75毫米）山炮團，另外，菲律賓第71步兵師作為預備隊，只有麥克阿瑟才有權調動該師。  
南呂宋部隊，由喬治·柏加少將指揮，主要防守馬尼拉東南地區，柏加之部隊包括菲律賓第41及51步兵師及美軍第86野炮兵旅（PS）。
米沙鄢群島–棉蘭老島部隊由威廉·夏普指揮，包括菲律賓第61、81及101步兵師。
在麥克阿瑟的命令下，一支後備兵力包括美軍菲律賓師、遠東空軍及一個包括菲律賓軍和菲律賓部門的總司令部單位，防守馬尼拉以北地區，4個美軍炮兵旅防守馬尼拉灣入口處，包括科雷希多島。

### 遠東航空隊的爭論
當戰爭在1941年12月8日爆發時，布里爾頓向其上司提出轟炸台灣，這是日本的殖民地及可能之進攻出發地，但由於天氣不佳以及兵力嚴重不足被拒絕，後來被證明可能是一個致命錯誤。

## 戰事歷程

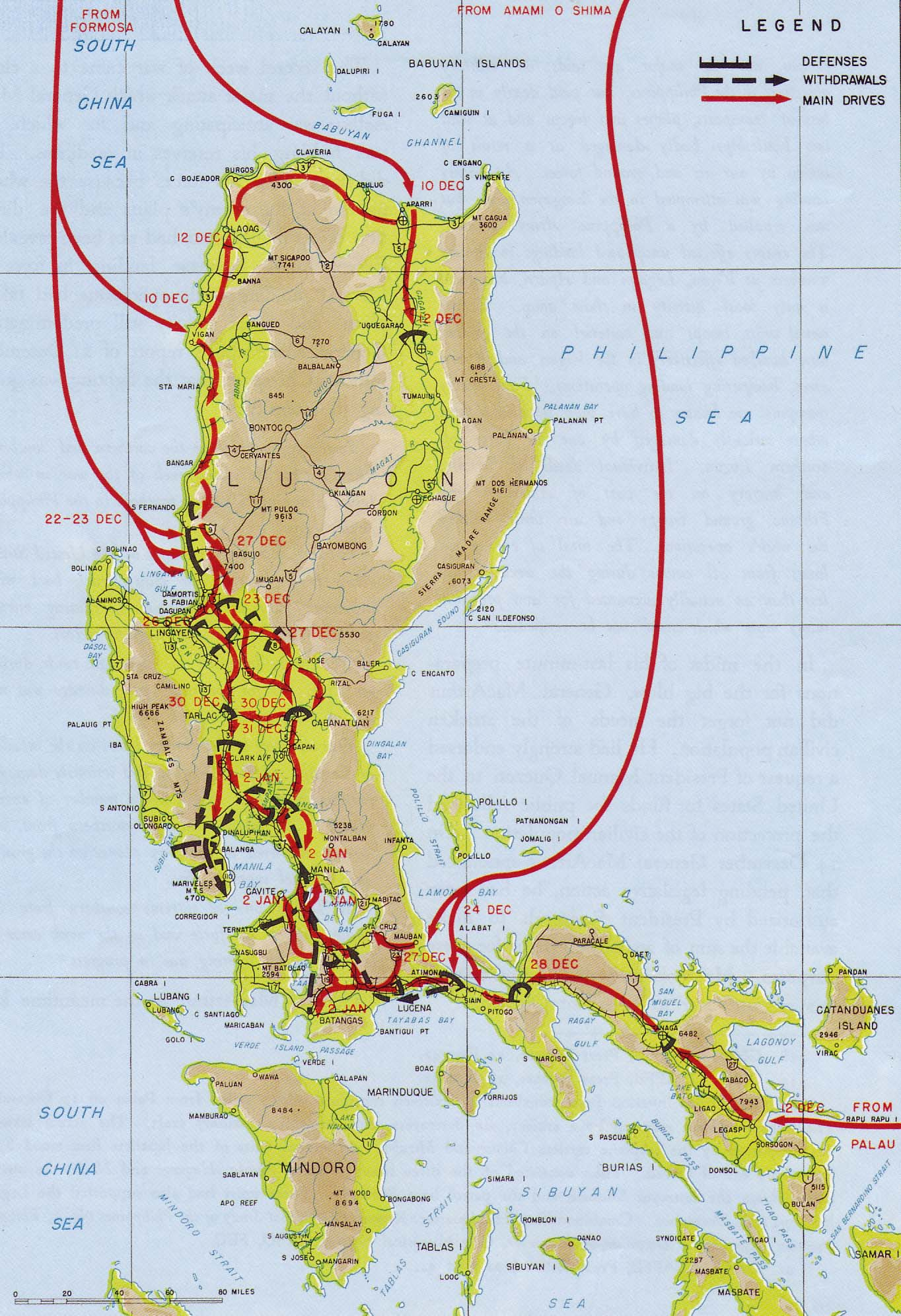
日軍入侵呂宋示意圖

當時的台灣為濃霧所覆蓋，第11航空艦隊的攻擊機群因此延遲六小時無法出擊，到了早上九點時，攻擊機群從台中、台南和高雄的各個基地出發飛向呂宋。同時也是因為濃霧延遲出發的緣故，在12:40趕上了美軍軍機為了準備空襲台灣進行燃料補給而停伯在克拉克空軍基地的時間點。戰鬥機34架、陸攻機53架攻擊克拉克空軍基地，戰鬥機51架、陸攻機53架攻擊伊巴空軍基地。進攻克拉克空軍基地的戰機剛好趕上兩個中隊的B-17轟炸機隊及一定數量的美軍戰鬥機正在降落，第一波的27架日軍雙引擎轟炸機完全達成戰術的突然性及擊落大部份美軍重型轟炸機，第二波轟炸機伴隨著零式戰鬥機猛烈轟炸機場，只有3架P-40戰鬥機被擊毀，一系列對其它在呂宋島北部的機場轟炸機亦取得成功：3個P-40戰鬥機中隊其中兩個被消滅，遠東航空隊在戰爭爆發的第一天已經損失了一半飛機，在數天後幾乎全軍覆沒。
由本間雅晴中將指揮的日本第14軍在入侵開始時於1941年12月8日在呂宋島北面的巴坦群島登陸，兩天後又在呂宋北部的卡米金島、維甘、阿帕里及贡萨加登陸，兩架B-17轟炸機攻擊在卡格揚登陸的日軍，其他的B-17轟炸機聯同戰鬥機攻擊在維甘登陸的日軍，在這一次遠東航空隊最後的聯合行動中，共擊傷兩艘運兵船、一艘輕巡洋艦那珂號及驅逐艦 村雨號，擊沉一艘掃雷艦。12月12日早上，2,500名隸屬日軍第16師團的士兵在呂宋南部、距離美國及菲律賓守軍防線150公里的萊加斯皮登陸，12月19日日軍進攻棉蘭老島，同時托马斯·C·哈特海軍上將指揮的美國亞洲艦隊在12月8日日軍轟炸在甲米地的海軍設施時遭到慘重損失後已經從菲律賓水域撤退，只有潛艇可以挑戰日本海軍的優勢。

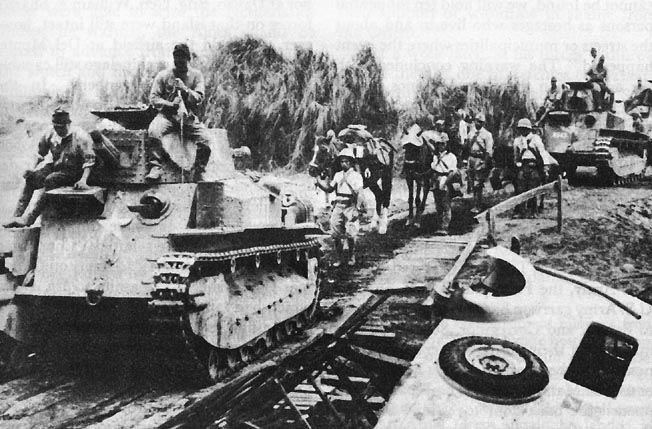
向馬尼拉推進之日軍

主要的進攻出現在12月22日的早上，由本間雅晴指揮的日本第14軍的43,110名士兵入侵呂宋島北部的仁牙因灣，日軍第48師團及第16師團部份單位在80至100輛戰車及炮火支援下在仁牙因灣東面的3個地點登陸，少量從澳大利亞飛來的B-17轟炸機攻擊入侵艦隊，而美軍潛艇亦從附近水域攻擊，但效果甚微，溫賴特少將指揮的缺乏訓練及裝備的菲律賓第11及71步兵師既不能擊退日軍登陸，又不能壓制在海灘上的敵人，第48及第16師團的部份單位在海灣南面較遠的地方登陸，第26騎兵旅在罗萨里奥與日軍相遇交火，但在遇到慘重相亡後被迫後退，到12月23日傍晚時，日軍已經向內陸突進10英哩（16公里），翌日第16師團7,000名士兵在呂宋南部沿拉蒙灣海岸二個地點登陸，在這裹他們發現柏加將軍的部隊無力抵抗，他們集中一起及開始朝北向馬尼拉推進，與北面南下私部象連成一起以取得最後勝利。
很多盟軍士兵投降或逃跑，美軍菲律賓師進駐戰區以掩護軍隊撤向巴丹及阻止日軍進至蘇比克灣地區；12月26日，麥克阿瑟命令重新執行戰前舊計劃只防守巴丹及科雷希多島；軍事指揮部及菲律賓政府均搬到島上，但仍然有大量守軍留在其他各地數月之久。
12月30日，菲律賓第31步兵師移到之字形關口附近以保衛從呂宋中南部撤下來守軍的側翼，而美軍菲律賓師則在巴丹重組，1942年1月5日，第31步兵師被移到在巴丹半島頸部—位於奥隆阿波－馬尼拉公路西面的十字路口防守，該地在1月6日陷落，在撤退到巴丹是比較成功的，第31師在半島內作為後備力量以補充在防衛行動裹的損失。

### 巴丹半島戰役
從1942年1月7日至1月14日，日軍集中偵察及準備進攻阿布凯防線，美軍及菲律賓軍在接近阿布凱迎擊日軍在晚間的進攻，美軍菲律賓師在1月16日反攻，但反攻失敗，1月26日他們被迫撤退到長灘島-墨特馬的防禦地區。
雖然日軍在數星期的進攻中，面對重大損失及燃料短缺因而進攻受阻，但盟軍在亞太地區的形勢日益惡化，美國總統富蘭克林·羅斯福命令麥克阿瑟撤退到澳大利亞，出任西南太平洋地區最高司令(麥克阿瑟於3月20日在澳大利亞南部發表演說：「我從巴丹出來，我會再回去。」)，溫賴特少將在3月12日成為菲律賓盟軍司令，這時候美軍菲律賓師轉而支援其他防區。
從3月28日開始，日軍發動新一輪進攻，而盟軍因飢餓、疾病及持續戰鬥而被削弱，到4月3日，日軍沿馬尼伯拉斯山突破，美軍菲律賓師已經不能協同作戰，在面對猛烈進攻下不能反擊，4月8日美軍第57步兵團(PS)及菲律賓第31步兵師在阿普河附近崩潰，美軍第45步兵團(PS)最終在4月10日投降。

### 科雷希多島戰役
科雷希多島是美軍的海岸炮兵駐紮地，島上駐紮著舊海岸炮兵團 - 第91團及美軍高射炮單位 - 第59及第60團，後者版部署在科雷希多島的高地上，擊落了很多日軍的戰鬥機及轟炸機，用以防範從海上來的任何進攻的固定舊炮台及巨大的榴彈炮，很容易被日軍轟炸機尋找到及摧毀，美軍士兵及菲律賓童子軍，共一萬四千七百人防守這個小型的堡壘。
1942年年初，日軍已命令在轟炸機上裝上氧氣以使轟炸機飛得更高，以避過島上的高射炮射擊，之後更猛烈的轟炸來臨。
1941年12月，菲律賓總統曼努埃爾·奎松、麥克阿瑟將軍、其他高級海軍軍官、民選議員及家族逃過對馬尼拉的空襲及搬入在科雷希多島上的馬林塔隧道，他們到達時馬林塔兩邊是作為高級指揮部、醫院及食物和軍火的儲存地，1942年3月，數艘美國海軍潛艇到達科雷希多島北部，海軍帶來信件、命令及武器，又接走美國及菲律賓高級軍官、黃金、銀及其他重要紀錄文件，一些人不能由潛艇的接走的則最後被日軍俘虜及關進在馬尼拉及其它地方的集中營。
科雷希多島的守軍，包括以上說過的防空和岸防部隊、美國海軍陸戰隊第4團及一些守備科雷希多的美國海軍人員，當日軍攻佔巴丹半島時，一些美軍逃到科雷希多島，日軍在5月5日開始對科雷希多島展開猛烈炮轟，掩護登陸部隊登陸，5月5日晚十一時十分，日軍第四師團左翼隊（包括步兵第61聯隊，戰車第七聯隊之一部，及山炮兩個中隊為基幹的部隊在島上東北登陸，雖然面對猛烈抵抗，日軍仍在戰車及砲火支援下,建立了灘頭陣地，守軍很快被趕到馬林塔山的山腳下。
5月6日傍晚，溫賴特向本間提出投降條件，本間堅持投降必需包括所有在菲律賓的盟軍，由於相信在島上的士兵面對生命的威脅，溫賴特接受，5月8日，他發出信息，命令夏普的米沙鄢群島–棉蘭老島部隊投降，夏普遵從，但個別士兵則作為遊擊隊繼續戰鬥。

## 戰後
戰敗後盟軍的生還者開始3年半的艱辛生活，包括殘暴的巴丹死亡行軍及令人痛苦的日軍戰俘營，和一些地獄船把美軍及盟軍戰俘運到日本作為在工廠及礦場的苦工，數千名戰俘在日軍監視下被關進這些船隻，他們缺乏食物、水及足夠流通空氣，日軍沒有在船的甲板上標明裝載戰俘，其中一些被美軍飛機擊沉。
盟軍及菲律賓軍在1944年於登陸雷伊泰島中開始收復菲律賓的行動。
美軍及菲律賓軍在巴丹及科雷希多島的預定防線上的抵抗堅持了6個月之久，而同時英國在其殖民地香港、馬來亞及新加坡則已經崩潰，在巴丹及科雷希多島的守軍堅強抵抗給予美國一些時間用魚雷艇把麥克阿瑟救走及送往澳大利亞，每年4月9日，美軍及菲律賓軍士兵均會慶祝英勇日或勇士節，以紀念這段歷史。

### 附錄
1. ↑  珍珠港事件發生在夏威夷群島當地時間12月7日，當時是國際換日線另一邊的菲律賓時間12月8日
2. ↑  Edmunds（1951年），第102页，Edmunds interviewed numerous officers present when the attack began.
3. ↑  Bob Hackett and Sander Kingsepp. . 2007  [2007-09-26]. （原始内容存档于2011-06-06）.
4. ↑  服部卓四郎. . . 由张玉祥翻译. 世界知識出版社. 2016  [2021-06-05]. ISBN 9787501250219. （原始内容存档于2021-06-05） （中文（中国大陆））.